# Sulfeto de dietila
Sulfeto de dietila é o tioéter em que dois radicais etil estão ligados ao enxofre.